# Rivière Wilson (vattendrag i Kanada, lat 45,96, long -70,45)
Rivière Wilson är ett vattendrag i Kanada.   Det ligger i provinsen Québec, i den sydöstra delen av landet, 400 km öster om huvudstaden Ottawa. Rivière Wilson ligger vid sjön Lac à Jos-Vallée.
I omgivningarna runt Rivière Wilson växer i huvudsak blandskog. Runt Rivière Wilson är det mycket glesbefolkat, med 2 invånare per kvadratkilometer.